# Cédric Heymans
Cédric Heymans (* 20. Juli 1978 in Brive-la-Gaillarde, Département Corrèze) ist ein französischer Rugby-Union-Spieler. Er spielt als Außendreiviertel oder Schlussmann für Aviron Bayonnais und die französische Nationalmannschaft.
Heymans begann seine Karriere bei CA Brive, mit dem er im Jahr 1997 den Heineken Cup gewinnen konnte. Im Anschluss wechselte er zu SU Agen, wo er für eine Saison spielte. Danach wurde er von Toulouse verpflichtet, wo er sich seitdem als internationaler Topspieler etabliert hat.
Sein Debüt für die französische Nationalmannschaft gab er im Jahr 2000, als er im Six-Nations-Spiel gegen Italien eingewechselt wurde. Im selben Jahr spielte er noch gegen Rumänien, musste dann aber bis zum Sommer 2002 warten, um zu einem weiteren Einsatz zu kommen. Seinen ersten Versuch erzielte er gegen Südafrika im Winter 2002. Am Ende dieser Saison konnte er erneut den Gewinn des Heineken Cup feiern, diesmal mit Toulouse.
2004 kam Heymans zu vier weiteren Einsätzen im Nationalmannschaftstrikot und war unter anderem beim Sieg gegen Australien dabei. Mit Toulouse erreichte er wieder das Finale im Heineken Cup, musste sich jedoch den London Wasps geschlagen geben. Auch in der Folgesaison gelang der Finaleinzug im europäischen Pokal, durch den Sieg seiner Mannschaft wurde Heymans zum ersten Spieler, der drei Mal den Wettbewerb gewinnen konnte.
In der folgenden Saison gehörte Heymans zum Kader der französischen Nationalmannschaft, die die Six Nations gewann. Ihm gelangen dabei zwei Versuche gegen Irland. Auch im Herbst bei den Spielen gegen die All Blacks und Südafrika konnte er Versuche legen. Frankreich gewann folgend die Six Nations 2007, Heymans kam dabei vier Mal zum Einsatz und wurde auch für die Weltmeisterschaft nominiert. Zunächst agierte er als Schlussspieler, nach der Auftaktniederlage gegen Argentinien wechselte er jedoch auf die Position Außendreiviertel und erreichte mit Frankreich das Halbfinale.
Bei den Six Nations 2008 wurde Heymans wieder als Schlussmann eingesetzt. Ihm gelang in diesem Jahr als erster Spieler der fünfte Finaleinzug im Heineken Cup, in dem sich Toulouse jedoch Munster geschlagen geben musste. Auf die Saison 2011/12 hin wechselte er zu Aviron Bayonnais.